# 逃げたいときは
『逃げたいときは/おじいちゃんはマメなのだ』（にげたいときは/おじいちゃんはマメなのだ）は、安達祐実の5枚目のシングルである。1995年12月1日発売。

## 概要
- 前作の『風の中のダンス』から7か月ぶりのリリースとなった。
- 表題曲は、フジテレビ系『ポンキッキーズ』のメロディで使用された。

## 収録曲
1. 逃げたいときは
  - 作詞：きたやまおさむ／作曲：財津和夫
  - 編曲：萩田光雄
  - フジテレビ系『ポンキッキーズ』メロディ
2. おじいちゃんはマメなのだ
  - 作詞：白石愛由美／補作：糸井重里／作曲：矢野顕子
  - 編曲：米光亮
  - ドリームソングコンテスト大賞受賞曲
3. 逃げたいときは（オリジナル・カラオケ）
4. おじいちゃんはマメなのだ（オリジナル・カラオケ）

## 収録アルバム
- BiG（#1、#2）
- 安達祐実 ゴールデン☆ベスト（#1、#2）